# Lijst van betaaldvoetbalclubs in Albanië
Dit is een overzicht van alle voetbalclubs die in het heden of het verleden hebben deelgenomen aan het betaalde voetbal in Albanië.
Zie ook:
- Super League (Albanië)
- Albanees voetbalelftal
- Voetbal van A tot Z

## A
- Ada Velipoje
- Albania Fushe Kuqa
- KS Albpetrol Patos
- Apolonia Fier

## B
- Besa Kavajë
- Besëlidhja Lezhe
- KF Burreli
- Butrinti Saranda
- Bylis Ballsh

## C
- KF Cakrani
- Çlirimi Fieri

## D
- Dajti Kamez
- KF Delvina
- Devolli Bilisht
- Dinamo Tirana
- Domosdova Prrenjas

## E
- KF Elbasani
- Egnatia Rrogozhina
- Erzeni Shijak

## F
- Flamurtari Vlorë

## G
- Gramozi Ersekë
- KF Gramshi

## I
- Ilir Viking Tirana
- Iliria Fushë-Krujë

## K
- Kastrioti Krujë
- KF Këlcyra
- Korabi Peshkopi

## L
- KF Laçi
- Luftëtari Gjirokastër
- FK Lushnja

## M
- KF Maliqi
- Melesini Leskovik
- Minatori Memaliaj
- Minatori Tepelena
- Minatori Rrësheni

## N
- Nacional Tirana
- Naftetari Kuçova

## P
- Partizani Tirana
- KF Permeti
- Përparimi Kukësi
- KF Pogradeci
- FK Pojani
- KF Poliçani

## S
- KF Shkodra
- Shkumbini Peqin
- Skënderbeu Korçë
- KF Skrapari
- Sopoti Librazhd
- FK Suçi

## T
- KS Tërbuni Puke
- KS Teuta Durrës
- SK Tirana
- Tomori Berat
- Turbina Cërrik

## V
- Veleçiku Koplik
- Vllaznia Shkodër